# Henry Trimen
Henry Trimen fue un botánico, médico y pteridólogo británico (1843 - 1896).

## Biografía
Recibe su educación formal en el "King's College School" (y luego va al "Strand"), demostrando un ardiente deseo por la Historia natural, dando comienzo a un herbario y frecuentando el Departamento Botánico del British Museum para ajustar sus especímenes de colección. Como muchos de esa época, encontró su mejor oportunidad de recibir entrenamiento biológico estudiando Medicina, por lo que ingresa al "Medical College" del King's en 1860, graduándose M.B. con honores en 1865. Pasada su graduación trabajaría un corto periodo como médico oficial durante una epidémia de cólera en Strand. 
Fue asistente del Departamento de Botánica del British Museum, de 1869 a 1879. Sucede a George H.K. Thwaites (1811-1882) en la Dirección del Jardín botánico de la Universidad de Peradeniya, Kandy, Sri Lanka. 
Fue editor del Journal of Botany, British & Foreign de 1871 a 1896 (vols. 10 a 18). Sería miembro de la Royal Society en 1888. Su hermano fue el entomólogo Roland Trimen (1840-1916).

## Algunas publicaciones

### Libros
- Con sir William Turner Thiselton-Dyer (1843-1928) Flora of Middlesex : A topographical and historical account of the plants found in the county. Ed. Robert Hardwicke, 1869

- Con Robert Bentley (1821-1893) Medicinal plants : being descriptions with original figures of the principal plants employed in medicine…. Ed. Churchill, Londres, cuatro v. 1880, 300 planchas coloreadas a mano por el botánico David Blair. ISBN 8170892254

- Hortus Zeylanicus. A classified list of the plants, both native and exotic, growing in the Gardens…. Ed. G. J. A. Skeen, Colombo, 1888

- A Hand-book to the Flora of Ceylon (Dulau & Co. Londres, a partir de 1893) – Trimen firma las tres primeras partes, y la obra fue terminada por sir William J. Hooker (1785-1865) y por Arthur H. G. Alston (1902-1958).

## Honores

### Membresías
Henry Trimen fue elegido miembro de la Royal Society el 7 de junio de 1888
- La abreviatura «Trimen» se emplea para indicar a Henry Trimen como autoridad en la descripción y clasificación científica de los vegetales.[1]

Se poseen cien registros IPNI de sus indentificaiones y clasificaciones de nuevas especies, muchas Orchidaceae y Poaceae.